# Обертребра
Обертребра (нім. Obertrebra) — громада в Німеччині, розташована в землі Тюрингія. Входить до складу району Ваймарер-Ланд.
Площа — 3,23 км2. Населення становить 244 ос. (станом на 31 грудня 2021).